# MDNA (專輯)
《MDNA》是美國女歌手麥當娜的第12張錄音室專輯，在2012年3月23日由唱片公司Interscope Records發行，為她離開華納兄弟唱片公司後第一張發行的專輯。麥當娜完成電影《W.E.》後，與不同的音樂創作人一同製作專輯，包括Alle Benassi、Benny Benassi、Demolition Crew、Free School、Michael Malih、Indiigo、William Orbit和Martin Solveig。收錄歌曲的主題包括派對、對音樂的熱情、癡情，亦包括心碎、報仇和分手的主題。麥當娜表示專輯的標題是個多重雙關語，它能代表她的名字、她的DNA以及一種毒品的名稱：MDMA，暗示著專輯能給人一種愛情的快樂感覺。麥當娜對專輯的命名受到了禁毒團體的批評。
專輯受到音樂評論家正反兩面的評價，讚揚專輯充滿活力，但亦有評論認為專輯的歌曲過於平凡。專輯發行後，在超過三十個國家的專輯排行榜中名列榜首，包括澳洲、加拿大、意大利、英國和美國。麥當娜設下在澳洲和英國裏，以單人計最多第一專輯的新記錄，但專輯亦在美國成為單周銷量跌幅最大的冠軍專輯。直至2012年尾，《MDNA》全球銷量一共為180萬。
在專輯發行前，麥當娜為第四十六屆超級盃表演，成為最多美國人觀看的電視節目。同年她為專輯宣傳的MDNA世界巡迴演唱會，成為世界上最多收入的演唱會第十名。隨後，麥當娜憑專輯及其巡迴演唱會於2013年告示牌音樂獎頒獎典禮上贏取了三項獎項。麥當娜獲得了最佳舞蹈藝人獎項，專輯獲得了最佳舞蹈/電子音樂專輯獎項，而巡迴演唱會則獲得最佳巡迴演唱會獎項。

## 背景
在2010年12月，麥當娜在Facebook的帖子寫道：“這是真的！我需要行動。我需要流汗。我需要創作新的音樂作品！一些我可以為其跳舞的。我現在在尋找一些最瘋狂、最病態、最壞的人們合作。我就這樣說說[...]。” 她再度與William Orbit合作，Orbit曾經在十年前參與過她專輯的創作工作。麥當娜說：“與William合作，我不用說什麼就能溝通。我們合作很久了，已經互相了解到好像能完成對方想說的話。他知道我喜歡的口味和東西。” 2011年7月，Martin Solveig獲邀參與麥當娜在倫敦的創作工作。麥當娜本意只希望他為她提出一首歌的意念，但最終他們創作了三首歌曲：《Give Me All Your Luvin'》、《I Don't Give A》及《Turn Up the Radio》。在一次與Billboard的訪問中，Solveig表示他與麥當娜那些傳奇製作人合作時很緊張，但他知道他不能一直想他們是頂尖製作人，只需專注做一些對的事就好。 麥當娜隨後亦列出新專輯的其他製作人，包括Alle Benassi、Benny Benassi、The Demolition Crew、Michael Malih和Indiigo。 她亦與說唱女歌手Nicki Minaj和M.I.A.合作。麥當娜希望與一些“擁有強烈自我意識的女人”合作，她覺得與兩人的合作很有趣，並了解到她們是冷靜的人；對於M.I.A.，麥當娜說“我不認為她對明星們有很大印象，所以我們就直接開始工作了。我很喜歡她。”
2011年12月15日，麥當娜宣佈專輯將於2012年春季發行，為其在2007年與Live Nation Entertainment所簽訂的360度全方位合同下，第一張發行的專輯。除此之外，麥當娜與Live Nation及唱片公司Interscope Records簽訂一張音樂合同，Interscope會負責分銷麥當娜未來三張專輯。在2011年尾的Billboard投票中，麥當娜的專輯是最受期待的。

## 錄製過程
2011年7月4日，麥當娜的經紀人Guy Oseary，指麥當娜已經在錄音室開始為新專輯進行錄製。 在與Channel V Australia的訪談中，Martin Solveig為麥當娜在專輯製作工作的參與評論道：“她非常投入錄製過程。這是非常好的事情，而這對我來說是個驚喜！我以為她每天只會來錄音室一、二小時，看看我們在不在，說完『我喜歡這個。我不喜歡那個。我會唱這個。拜咯！』就走了。當然事實不是這樣... 我的意思是指當我們一起創作一首歌曲，並不是只是字面上的『由Martin Solveig及麥當娜創作』這麼簡單，我們真的很用心創作歌曲。我是說，當我看見她說希望用小鼓創作出一個旋律的時候，我真的覺得她很投入錄製工作！”  他表示為專輯投入時間和努力創作能舒緩壓力，他認為兩人一起合作的歡樂成為了他為麥當娜製作不止一首歌的原因。
Solveig和麥當娜的合作“非常愉快”，兩人在音樂、電影、食物、酒類上亦發現共同喜好。 例如兩人對關於獨行殺手的法國電影Le Samouraï的討論使他們創作出內容出自電影的"Beautiful Killer"。 麥當娜談及Solveig時，指他們的共同喜好是成功合作的重要原因，她喜歡他的工作模式，指“他做事和思想都很有條理”，她發現自己能坦白地說“『不，我不喜歡這樣』，但又不會傷害（他的）的感情”。 麥當娜亦有提及製作人William Orbit，她認為她的歐洲素質很適合他的創作風格，在創作過程中兩人的討論都“很有重要性”，她表示“與William一起，我們總是會討論哲學或者量子力學”。 對與Benny和Alle Benassi合作時，麥當娜感到與Benny的溝通很困難，因為他的英語不是很流暢，在專輯錄製期間需要借助他的叔叔Allessandro作中間人溝通，對於找到溝通方法他們都鬆一口氣。 麥當娜從未與Benny Benassi合作過，而兩人的初次見面亦顯得尷尬，但在解決溝通問題後麥當娜說“我感到我很瞭解他了”。

## 命名及封面
麥當娜在2012年1月11日於訪談節目The Graham Norton Show上首次公開了專輯的標題。 Martin Solveig指標題是由M.I.A.推薦給麥當娜的，“我們當時對原始的東西有很多樂趣。此時M.I.A.就說，『你應該把專輯名為'MDNA'因為它是個很好的縮寫，而且它代表著你的名字。』之後我們發現原來這名字能代表很多意思—最主要是代表著麥當娜的DNA。” 麥當娜在另一訪談節目The Tonight Show with Jay Leno談及專輯標題，麥當娜指它有著多重雙關，首先它代表著她的名字及“麥當娜的DNA”（Madonna DNA），但它亦同時代表著一種毒品的名稱：MDMA，即常人了解的搖頭丸，能為人們帶來“愛情的快樂感覺”。 專輯的命名受到禁毒團體Cannabis Skunk Sense發言人Lucy Dawe的指責，她向太陽報表示麥當娜這樣對專輯的命名是“不適當的行為”。
專輯的封面是由Mert and Marcus拍攝，由Giovanni Bianco指導。 專輯的豪華版封面首先在2012年1月31日在麥當娜官方Facebook網頁公開。 據MTV的Jocelyn Vena指，麥當娜在封面中“挺起脖子，把她的捲髮向後梳。她塗上了很多的睫毛膏，鮮紅的唇膏。戴著項鍊和穿著絲質鮮粉紅色的上衣。圖片加入了破碎玻璃的濾鏡，形成一種放克、舞蹈皇后的氣質。” Vena亦指麥當娜“真正地在光芒中表達自己，而圖片有很多不同顏色。” PopCrush的Jeff Gile評論道：“含有豐富顏色的封面，麥當娜做出一個擁有著金髮魅力的姿勢，《MDNA》的封面讓麥當娜邁出了大膽的一步，同時亦讓人聯想起她在80年代名列前茅的音樂作品。” Idolator的Robbie Daw則將專輯的封面與麥當娜True Blue (1986)的封面進行比較。 專輯標準版的封面於2012年2月6日公開。 雜誌Metro的Emily Hewett寫道：“雖然這個封面與豪華版的封面有著差不多的顏色及模糊的風格，不過它與豪華版的頭部特寫不同，標準版的讓我們能看到麥當娜整個上身的特寫，可以見到她穿著緊身深紅色的裙子和配搭的手套。”

## 評價
| 評論得分         | 評論得分 |
| 來源             | 評分     |
| ---------------- | -------- |
| Allmusic         | [ 1 ]    |
| Robert Christgau | A–       |
| 娛樂周刊         | B–       |
| 衞報             | [ 28 ]   |
| 洛杉磯時報       | [ 29 ]   |
| Pitchfork Media  | 4.5/10   |
| Q                | [ 31 ]   |
| 滾石雜誌         | [ 32 ]   |
| Slant雜誌        | [ 33 ]   |
| Spin             | 7/10     |

《MDNA》受音樂評論家的正反兩面的評價。Metacritic根據三十四名評論家的評價，得出專輯的平均分數為64分（滿分100分）。 獨立報（The Independent）編者Andy Gill指“專輯代表著麥當娜品牌的名聲在Hard Candy的低迷後再次充滿自信地建立起來”。 雜誌《滾石》（Rolling Stone）的Joe Levy寫道專輯是張“混合了的士高音樂的離婚專輯”，並指出“DJ們帶來了很多瘋狂的樂趣，而有深度的音樂使它值得聽眾再多次聆聽”。 《新音樂快遞》（NME）的Priya Elan認為《MDNA》是一張“非常有活力、難以置信地令人享受的專輯”，並說“專輯表達了她的痛失感情”使它成為“少數表達麥當娜內心的作品之一”。 Slant雜誌的編者Sal Cinquemani覺得專輯“雖然多達超過七位製作人，但歌曲卻意外地有連貫性”，她接著寫道“很明顯，Madge（麥當娜昵稱）和Billy Bubbles（William Orbit昵稱）仍能創作出神奇的音樂作品”。 PopMatters的Enio Chiola說“麥當娜仍能領導著作品的多樣化”，是個“很好的回歸”。 芝加哥論壇報（Chicago Tribune）的編者Greg Kot指它是自Ray of Light (1998)以來最好的專輯，並寫道在William Orbit創作的音樂上，麥當娜“顯得比任何人更要優秀”。 Spin雜誌的Caryn Ganz亦給予差不多的評價，“如果你問那個製作人最能讓麥當娜的內心表達出來，那一定是Ray of Light的Orbit”。 紐約時報（The New York Times）編者Jon Pareles寫道“麥當娜對抓耳歌曲的創作力，這種流行音樂的本性[...]使《MDNA》變得動聽不已，不想停下播放”。
不過，Allmusic的Stephen Thomas Erlewine就覺得專輯製作得“強硬”及“過度簡單”只不過是“經過計算的方法，使它變得挺酷”，目的只不過是爲了再次顯得麥當娜自己在舞蹈和流行音樂世界中非常傑出而已。 每日電訊報（The Daily Telegraph）的Helen Brown批評歌曲的歌詞“很糟糕的老套”並表示不喜歡麥當娜的音樂方向，“一個女人投放精力，努力讓自己看上來和聽上來都非常年輕，這不是流行音樂的精神”。 Pitchfork Media的Matthew Perpetua認為專輯大多歌曲都“難以置信地平凡”，並認為麥當娜的“義務、事務期限和利益衡量等都使她的情感空洞，令她創作的歌曲亦非常空洞”。 The Village Voice編者Maura Johnston認為麥當娜“缺乏製作電子舞蹈音樂的能力”並感到她的聲線“很弱”。 洛杉磯時報（Los Angeles Times）編者Randall Roberts認為專輯正正就是因為“令人有種似曾相識的感覺”而失敗，他認為專輯“是一個很好的證據去證明麥當娜已經無法與聽眾建立共鳴，被流行音樂世界拋棄”。 影音俱樂部（The A.V. Club）的Genevieve Koski批評專輯裏“明顯經過技術修音”的行為，以及只是加入“過於普羅大眾的歐洲舞曲節奏”，表示《MDNA》“雖然有競爭力，不過很明顯是敷衍我們”。 衞報（The Guardian）的Alexis Petridis認為“專輯既不是失敗，但亦不是成功”，“结果只是又一張麥當娜專輯”。

## 商業表現
在美國，專輯空降Billboard 200專輯榜首位，成為瑪丹娜第五張空降美國冠軍專輯，首周銷量共359,000張，是自Music (2000)以來，擁有最高首周銷量的專輯。它是麥當娜第八張美國冠軍專輯，同時亦是連續第五張冠軍錄音室專輯。 專輯的銷量受到麥當娜巡迴演唱會的幫助而提升，觀眾可憑演唱會門票獲贈專輯。報道指大約有185,000的銷量是由演唱會門票捆綁銷售而來的。 專輯第二周只售出了48,000張，是銷量統計機構Nielsen SoundScan成立而來，單周銷量最大跌幅的冠軍專輯。 在2012年10月9日，《MDNA》被美國唱片業協會 (RIAA)認證為金唱片，一共有500,000張的出貨量。 根據Nielsen SoundScan，直至2012年12月為止，專輯已經在美國售出了超過521,000張。
在英國，專輯空降專輯榜首位，首周銷量56,335張。 這是麥當娜第十二張英國冠軍專輯，打破了埃爾維斯·皮禮士利 (Elvis Presley)的記錄，成為擁有最多英國冠軍專輯的單人藝人。 只有The Beatles比麥當娜擁有更多的冠軍專輯，他們一共擁有最多記錄的十五張冠軍專輯。 專輯第二周在排名跌至第七，第三周跌至第十三，為自1984年而來，麥當娜第一張無法在首三周停留首十的錄音室專輯。 直至2012年6月，專輯已在英國售出了112,765張。 在德國，專輯於發行首周就被德國唱片業協會 (Bundesverband Musikindustrie, 簡稱BVMI)認證為金唱片，一共有100,000張的出貨量，專輯在德國專輯榜空降第三。
在澳洲，專輯空降專輯榜首位，並即時被澳洲唱片業協會 (ARIA)認證為金唱片，一共有35,000的出貨量。 這是麥當娜第十張澳洲冠軍專輯，打破了Jimmy Barnes的記錄成為在澳洲擁有最多冠軍專輯的單人藝人，只有The Beatles和U2比麥當娜擁有更多澳洲冠軍專輯，他們分別擁有十四和十一張澳洲冠軍專輯。 在紐西蘭，專輯空降專輯榜第三名。 在日本，《MDNA》空降Oricon專輯榜首位，一共有31,000張實體專輯的銷量。 同一星期，華納兄弟為麥當娜發行了收錄了她全部在華納兄弟發行的十一張錄音室專輯集合箱《The Complete Studio Albums (1983 – 2008)》，空降該榜第九名。這使麥當娜成為首位國際女藝人在同一星期，於該榜擁有兩張首十專輯。首位國際藝人獲得此記錄的是布鲁斯·史普林斯汀 (Bruce Springsteen)，他在二十年前達成此記錄。這兩張專輯使麥當娜擁有達二十二張日本首十專輯，是擁有最高記錄的國際藝人。 專輯亦被日本唱片協會認證為金唱片，出貨量達十萬張。 在印度，專輯在首周就被認證為金專輯，是當年該國家中最暢銷的國際專輯。 麥當娜亦在土耳其建立了在四天內就賣出了三萬張《MDNA》專輯的記錄，比其他本地專輯更要暢銷。 在俄羅斯，專輯空降專輯榜首位，以首周銷量26,000張被認證為雙重白金專輯。 直至2012年4月25日，專輯在該國一共賣出了五萬張。 三天後，《MDNA》被認證為五重白金專輯，售出了7,000張實體專輯，44,000電子專輯。在音樂播放網站Yandex.Music上，專輯有超過150萬的播放記錄。 直至2012年12月，《MDNA》一共在全球賣出了180萬張，為麥當娜擁有最低銷量的錄音室專輯，但亦是環球唱片於2012年發行的專輯中，第七暢銷專輯。 2013年，麥當娜獲得了最佳舞蹈藝人獎項、專輯獲得了最佳舞蹈/電子音樂專輯獎項，而巡迴演唱會則獲得最佳巡迴演唱會獎項。

## 單曲
〈Give Me All Your Luvin'〉是專輯的首支單曲，於2012年2月3日發行。 它受音樂評論家正反兩面的評價，贊揚其抓耳的旋律，但對此感到與麥當娜以往的單曲有一些距離。 不少評論家都感到這是一首很弱的單曲，認為它不適合代表專輯作為首打。 單曲成為加拿大、芬蘭、匈牙利、以色列和委內瑞拉的冠軍單曲，及為一些歐洲國家、日本和南韓的首五單曲。 它是麥當娜在Billboard Hot 100第38首首十單曲，繼續延伸她在該榜的記錄。 所屬的音樂錄影帶由Megaforce執導，主題受超級碗啓發，加入了美式足球和啦啦隊的主題。 專輯的第二首單曲，〈Girl Gone Wild〉於2012年3月2日以電子下載方式發行。單曲亦受到音樂評論家正反兩面的評價，贊揚其舞蹈曲風，但感到它與其他主流藝人的歌曲有相似之處。 該單曲的黑白音樂錄影帶由拍攝師Mert and Marcus執導。 〈Turn Up the Radio〉是專輯第三及最後一首發行的單曲， 於2012年8月5日發行。

### 宣傳單曲
在英國，〈Masterpiece〉於2012年4月2日送至電台播放宣傳。 在巴西，〈Superstar〉在2012年12月3日透過當地報紙Folha de S. Paulo以特別版CD發行為宣傳單曲。單曲的封面由巴西塗鴉師Simone Sapienza創作，她在尊尼獲加 (Johnnie Walker)的繼續步行計劃(Keep Walking Project)所贊助的比賽中勝利。她的畫作最終從十名決賽者中被麥當娜挑選為單曲封面。

## 宣傳

### 超級盃

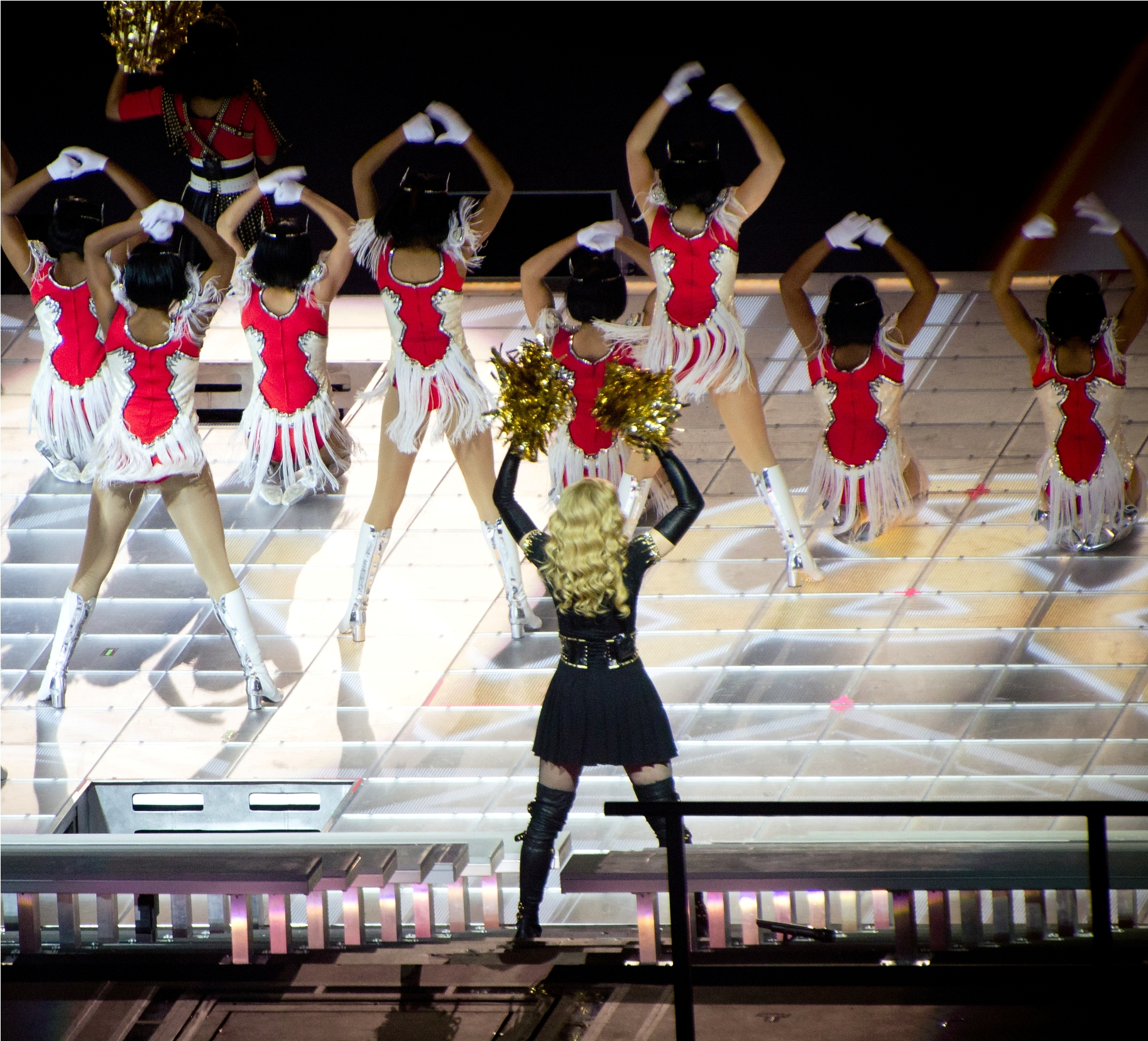
麥當娜於第四十六届超级碗的中場表演中表演〈Give Me All Your Luvin'〉。

2011年12月，麥當娜宣佈將於在印第安納波利斯市的魯卡斯石油體育場裏為第四十六届超级碗作中場表演。官方選擇了麥當娜作表演嘉賓，以代替未能作表演的美國藝人Lady Gaga。麥當娜與太陽劇團合作演出。 消息指排練預演的時間達320小時。 表演的視覺效果由太陽劇團和Jamie King製作。
麥當娜在印第安納波利斯市的魯卡斯石油體育場裏為第四十六届超级碗作的中場表演在2012年2月5日於NBC直播。表演人員包括20名女舞員、7位主舞蹈員、200位教堂唱詩班成員以及100名鼓手。 表演動用了36部投影機投射背景屏幕。麥當娜自己戴上了共120條的假眼睫毛。 表演開始時，麥當娜被150名男搬手抬至舞台上，他們的內褲是由卡爾文·克雷恩 (Calvin Klein)設計的。 麥當娜戴著一頂金色的皇冠，重量達1,200磅。 她的披肩是由Givenchy設計的，報道指披肩製作的需時達750小時。 麥當娜首先表演了〈Vogue〉，接著她表演〈Music〉並與LMFAO表演了〈Party Rock Anthem〉及〈Sexy and I Know It〉。麥當娜隨著跟穿著啦啦隊服的Nicki Minaj和M.I.A.表演〈Give Me All Your Luvin'〉後，表演了〈Open Your Heart〉及〈Express Yourself〉節錄。麥當娜最後與Cee Lo Green表演了〈Like a Prayer〉。 表演結束後，250名工作人員於六分鐘內把舞台拆卸下來。
由於M.I.A.在台上向鏡頭舉了中指，表演一度引起了傳媒的哄動。 事件導致廣播公司NBC及國家美式足球聯盟向公眾道歉。 麥當娜的表演吸引了1億1400萬觀眾收看，為歷史上獲最高收視的中場表演，一直到2015年被凱蒂·佩芮打敗。 她亦在社交網站Twitter成為短時間內最多帖子討論的人物，平均每秒有關於她的10,240個帖子發佈上網站。麥當娜亦在表演期間成為當時Google最熱門的搜尋詞。 麥當娜是次表演並沒有收取任何金錢利益，此前中場表演的嘉賓都並沒有收取款項。不過，福布斯 (Forbes)認為，當時30秒的廣告費達300萬美元，如果以這樣的說法的話，麥當娜免費在電視上露面12分鐘為帶來了可觀的宣傳價值，對於她未來的業務有很大的幫助。

### 媒體宣傳
麥當娜在超級碗表演後，專輯受有限度的宣傳，而麥當娜基本沒有再出現在電視節目上。 麥當娜不參與電視節目或作現場表演，以專注為她的巡迴演唱會排練演出。 2012年4月11日，她的經紀人Guy Oseary在Twitter上說道：“我真希望我們能在上星期上一下電視，但我們最近從上午到晚上都在彩排。” 麥當娜隨後以社交媒體宣傳專輯。她在她的官方Facebook網站發佈了幾首專輯歌曲的一分鐘預覽，並上載了演唱會彩排的照片。她亦設立投票，讓歌迷為心目中最想她表演的舊歌投票。 2012年3月24日，麥當娜與Jimmy Fallon的訪問在Facebook上直播。 她在2012年3月於邁亞密舉行的Ultra音樂節14 (Ultra Music Festival 14)露面，她為現場觀眾介紹了瑞典DJ Avicii，並為他們帶來了她單曲〈Girl Gone Wild〉的混音。 對於專輯銷量在發佈後第二星期的下跌，評論家和粉絲都批評專輯的宣傳不足，亦感到單曲的選擇不當。William Orbit在Facebook發帖表示不滿意專輯的宣傳工作，並指出麥當娜的事務很多，例如有香水的發佈及為青少年時裝比賽作評判，歎言他們錄製專輯的時間很少。  Orbit隨後為他的言論道歉。

### 巡迴演唱會
麥當娜於2012年7月7日宣佈其第九次巡迴演唱會The MDNA Tour。 它於2012年5月31日開展在以色列的特拉維夫，於12月在南美結束。它是麥當娜最大型的巡迴演唱會，一共有88場，有很多城市是麥當娜從未在那裡舉行過演唱會。麥當娜於28座歐洲城市舉行32場演唱會，包括倫敦、羅馬、米蘭、巴黎、哥本哈根、巴塞隆納、華沙、伊斯坦堡、墨西哥和柏林，接著於北美舉行45場演唱會。演唱會由Live Nation Entertainment宣傳，作為與麥當娜在360度全方位合同上的協定。 演唱會憑3億516萬美元的收入成為2012年獲最高收入的演唱會並是任何時間第十最高收入的演唱會，88場演唱會門票全部售罄。

## 曲目列表
| 曲序     | 曲目                                                    | 词曲 | 製作人                                                | 时长  |
| -------- | ------------------------------------------------------- | --- | ----------------------------------------------------- | ----- |
| 1.       | "Girl Gone Wild"                                        | Madonna Jenson Vaughan Alessandro "Alle" Benassi Marco "Benny" Benassi                                                      | Madonna M. Benassi A. Benassi                         | 3:43  |
| 2.       | "Gang Bang"                                             | Madonna William Orbit Priscilla Hamilton Keith Harris Jean-Baptiste Mika Don Juan Demacio "Demo" Casanova Stephen Kozmeniuk | Madonna Orbit The Demolition Crew                     | 5:26  |
| 3.       | "I'm Addicted"                                          | Madonna A. Benassi M. Benassi                                                                                               | Madonna M. Benassi A. Benassi The Demolition Crew [a] | 4:33  |
| 4.       | "Turn Up the Radio"                                     | Madonna Martin Solveig Michael Tordjman Jade Williams                                                                       | Madonna Martin Solveig                                | 3:46  |
| 5.       | "Give Me All Your Luvin'"（feat. Nicki Minaj & M.I.A.） | Madonna Martin Solveig Nicki Minaj Maya Arulpragasam Tordjman                                                               | Madonna Martin Solveig                                | 3:22  |
| 6.       | "Some Girls"                                            | Madonna Orbit Klas Åhlund                                                                                                   | Madonna Orbit Åhlund [a]                              | 3:53  |
| 7.       | "Superstar"                                             | Madonna Hardy "Indiigo" Muanza Michael Malih                                                                                | Madonna Muanza Malih                                  | 3:55  |
| 8.       | "I Don't Give A"（feat. Nicki Minaj）                   | Madonna Martin Solveig Nicki Minaj Julien Jabre                                                                             | Madonna Martin Solveig                                | 4:19  |
| 9.       | "I'm a Sinner"                                          | Madonna Orbit Jean-Baptiste                                                                                                 | Madonna Orbit                                         | 4:52  |
| 10.      | "Love Spent"                                            | Madonna Orbit Jean-Baptiste Hamilton Alain Whyte Ryan Buendia Michael McHenry                                               | Madonna Orbit Free School [a]                         | 3:46  |
| 11.      | "Masterpiece"                                           | Madonna Julie Frost Jimmy Harry                                                                                             | Madonna Orbit Harry [b]                               | 3:59  |
| 12.      | "Falling Free"                                          | Madonna Laurie Mayer Orbit Joe Henry                                                                                        | Madonna Orbit                                         | 5:13  |
| 总时长： | 总时长：                                                | 总时长： | 总时长：                                              | 50:52 |

| 豪華版附加曲目 | 豪華版附加曲目                                                            | 豪華版附加曲目                                           | 豪華版附加曲目                                            | 豪華版附加曲目 |
| 曲序           | 曲目                                                                      | 词曲                                                     | 製作人                                                    | 时长           |
| -------------- | ------------------------------------------------------------------------- | -------------------------------------------------------- | --------------------------------------------------------- | -------------- |
| 13.            | "Beautiful Killer"                                                        | Madonna Martin Solveig Tordjman                          | Madonna Martin Solveig                                    | 3:49           |
| 14.            | "I Fucked Up"                                                             | Madonna Martin Solveig Jabre                             | Madonna Martin Solveig                                    | 3:29           |
| 15.            | "B-Day Song"（feat. M.I.A.）                                              | Madonna Arulpragasam Martin Solveig                      | Madonna Martin Solveig                                    | 3:33           |
| 16.            | "Best Friend"                                                             | Madonna A. Benassi M. Benassi                            | Madonna The Demolition Crew M. Benassi [a] A. Benassi [a] | 3:20           |
| 17.            | "Give Me All Your Luvin'"（Party Rock Remix) (feat. LMFAO & Nicki Minaj） | Madonna Martin Solveig Nicki Minaj Arulpragasam Tordjman | Madonna Martin Solveig LMFAO [c]                          | 4:02           |
| 总时长：       | 总时长：                                                                  | 总时长：                                                 | 总时长：                                                  | 1:00:09        |

| 日本豪華版附加曲目 | 日本豪華版附加曲目                            | 日本豪華版附加曲目                    | 日本豪華版附加曲目                               | 日本豪華版附加曲目 |
| 曲序               | 曲目                                          | 词曲                                  | 製作人                                           | 时长               |
| ------------------ | --------------------------------------------- | ------------------------------------- | ------------------------------------------------ | ------------------ |
| 18.                | "Girl Gone Wild"（Justin Cognito Radio Edit） | Madonna Vaughan A. Benassi M. Benassi | Madonna M. Benassi A. Benassi Justin Cognito [c] | 3:37               |
| 总时长：           | 总时长：                                      | 总时长：                              | 总时长：                                         | 1:03:46            |

| iTunes Store預定豪華版附加曲目 | iTunes Store預定豪華版附加曲目 | iTunes Store預定豪華版附加曲目                             | iTunes Store預定豪華版附加曲目 | iTunes Store預定豪華版附加曲目 |
| 曲序                           | 曲目                           | 词曲                                                       | 製作人                         | 时长                           |
| ------------------------------ | ------------------------------ | ---------------------------------------------------------- | ------------------------------ | ------------------------------ |
| 18.                            | "Love Spent"（Acoustic）       | Madonna Orbit Jean-Baptiste Hamilton Whyte Buendia McHenry | Madonna Orbit Free School [a]  | 4:24                           |
| 总时长：                       | 总时长：                       | 总时长：                                                   | 总时长：                       | 4:24                           |

### Nightlife版本
| Smirnoff Nightlife 版本 | Smirnoff Nightlife 版本                                                               | Smirnoff Nightlife 版本 |
| 曲序                    | 曲目                                                                                  | 时长                    |
| ----------------------- | ------------------------------------------------------------------------------------- | ----------------------- |
| 1.                      | "Give Me All Your Luvin'"（feat. Nicki Minaj & M.I.A.）                               | 3:22                    |
| 2.                      | "Beautiful Killer"                                                                    | 3:49                    |
| 3.                      | "Best Friend"                                                                         | 3:20                    |
| 4.                      | "I'm a Sinner"                                                                        | 4:52                    |
| 5.                      | "Love Spent"                                                                          | 3:46                    |
| 6.                      | "Some Girls"                                                                          | 3:53                    |
| 7.                      | "Superstar"                                                                           | 3:55                    |
| 8.                      | "Masterpiece"（Kid Capri's Remix）                                                    | 3:58                    |
| 9.                      | "Give Me All Your Luvin'"（Just Blaze Bionic Dub) (feat. Nicki Minaj & M.I.A.）       | 5:42                    |
| 10.                     | "Turn Up the Radio"（Leo Zero Remix）                                                 | 7:23                    |
| 11.                     | "Turn Up the Radio"（Richard Vission Speakers Blow Remix）                            | 6:16                    |
| 12.                     | "Give Me All Your Luvin'"（Oliver Twizt Remix) (feat. Nicki Minaj & M.I.A.）          | 4:49                    |
| 13.                     | "Give Me All Your Luvin'"（Sultan & Ned Sheppard Remix) (feat. Nicki Minaj & M.I.A.） | 5:59                    |
| 14.                     | "Give Me All Your Luvin'"（Demolition Crew Remix) (feat. Nicki Minaj & M.I.A.）       | 7:02                    |
| 总时长：                | 总时长：                                                                              | 1:08:08                 |

| Smirnoff Nightlife英國混音EP | Smirnoff Nightlife英國混音EP                                                          | Smirnoff Nightlife英國混音EP |
| 曲序                         | 曲目                                                                                  | 时长                         |
| ---------------------------- | ------------------------------------------------------------------------------------- | ---------------------------- |
| 1.                           | "Give Me All Your Luvin'"（Oliver Twizt Remix) (feat. Nicki Minaj & M.I.A.）          | 4:49                         |
| 2.                           | "Give Me All Your Luvin'"（Sultan & Ned Sheppard Remix) (feat. Nicki Minaj & M.I.A.） | 5:59                         |
| 3.                           | "Give Me All Your Luvin'"（Demolition Crew Remix) (feat. Nicki Minaj & M.I.A.）       | 7:02                         |
| 4.                           | "Masterpiece"（Kid Capri's Remix）                                                    | 3:58                         |
| 5.                           | "Turn Up the Radio"（Leo Zero Remix）                                                 | 7:23                         |
| 6.                           | "Turn Up the Radio"（Richard Vission Speakers Blow Remix）                            | 6:16                         |
| 7.                           | "Turn Up the Radio"（Marco V Remix）                                                  | 5:48                         |
| 总时长：                     | 总时长：                                                                              | 41:10                        |

備註
- 協作人以^a [a]表示
- 附加製作人以^b [b]表示
- 混音及附加製作人以^c [c]表示

## 發行版本
- 標準版CD – 收錄12首歌曲
- 豪華版2CD – 收錄17首歌曲，其中包括標準版的曲目及5首附加曲目；附加曲目收錄在另一張CD
- 標準刪減版CD – 收錄11歌曲，刪去歌曲〈Gang Bang〉
- 沃爾瑪豪華刪減版2CD – 收錄16首歌曲，刪去歌曲〈Gang Bang〉及〈I Fucked Up〉；5首附加曲目收錄在另一張CD
- 日本豪華版CD – 收錄18首歌曲，包括豪華版的曲目及一首〈Girl Gone Wild〉的混音
- 電子標準版 – 收錄12首歌曲
- 電子標準刪減版 – 收錄11歌曲，刪去歌曲〈Gang Bang〉
- 電子豪華版 – 收錄17首歌曲，其中包括標準版的曲目及5首附加曲目
- 電子豪華版（iTunes獨家預定版本） – 收錄18首歌曲，包括豪華版的曲目及歌曲〈Love Spent〉 (acoustic)
- 電子Nightlife版本 – Smirnoff獨家版本，發行於其官方Facebook網頁。名為《MDNA Nightlife Edition》的專輯收錄7首豪華版的曲目及一首獨家混音〈Masterpiece〉、四首〈Give Me All Your Luvin'〉的混音（其中一首為獨家混音）和兩首獨家混音〈Turn Up the Radio〉。Smirnoff原意是將其版本向全球發行，但最終只向美國發行，其後Smirnoff致歉，指是技術錯誤，遂以美元$3.50的價錢優惠供公眾下載作為補償。[105][106]
- 電子Nightlife英國混音EP – 由Smirnoff發行於2012年4月13日，透過其英國官方Facebook網頁免費供人下載，EP收錄了三首〈Give Me All Your Luvin'〉的混音、一首〈Masterpiece〉的混音以及三首〈Turn Up the Radio〉的混音（其中一首為獨家混音）。[107]
- 豪華版密紋唱片 – 收錄豪華版17首歌曲，為雙面密紋唱片，於2012年4月16日發行。[108]

## 製作人員
- 麥當娜 – 作詞、作曲、製作人、執行製作人、聲部、原聲結他
- Jill Dell Abate – 承辦人、製作協調員
- Klas Åhlund – 作詞、作曲、協作人、樂器設置、聲碼器
- Graham Archer – 錄音
- Maya Arulpragasam – 作詞、作曲、聲部
- Mark Baechle – 抄寫員
- Jean-Baptiste – 作詞、作曲、附加聲部
- Diane Barere – 大提琴
- Elena Barere – 樂團首席
- Quentin Belarbi – 工程助手
- Alle Benassi – 作詞、作曲、製作人、協作人
- Benny Benassi – 作詞、作曲、製作人、協作人
- Antonio Bernardi – 服裝
- Lise Berthaud – 中提琴
- Giovanni Bianco – 藝術指導
- Hahn-Bin – 小提琴
- David Braccini – 小提琴
- Christophe Briquet – 中提琴、承辦人（音樂家）
- Gina Brooke – 化妝
- Karen Brunon – 小提琴
- Ryan Buendia – 作詞、作曲、樂器設置
- Bob Carlisle – 法國號
- Jeff Carney – 貝斯
- Don Juan Demo Casanova – 作詞、作曲
- Demo Castellon – 混音、錄音、鼓、貝斯、錄音工程
- Cecile Coutelier – 弦樂器、錄音助手
- Stephanie Cummins – 大提琴
- Barbara Currie – 法國號
- Delfina Delettrez – 服裝
- The Demolition Crew – 製作人、協作人
- Dolce & Gabbana – 服裝
- Jason Metal Donkersgoed – 附加剪輯、附加錄音
- Marlies Dwyer – 法律事務
- Desiree Elsevier – 小提琴
- Romain Faure – 附加合成
- Richard Feldstein – 業務管理
- Frank Filipetti – 工程
- Akemi Fillon – 小提琴
- Tom Ford – 服裝
- Pierre Fouchenneret – 小提琴
- Free School – 協作人
- Julie Frost – 作詞、作曲
- Garren – 髮型
- Dorothy Gaspar – 服裝
- Jean-Baptiste Gaudray – 吉他
- Chris Gehringer – 聲音精校
- Shari Goldschmidt – 業務管理
- Michael Goldsmith – 法律事務
- Anne Gravoin – 小提琴
- Grubman – legal
- Gucci – 服裝
- Priscilla Hamilton – 作詞、作曲
- Mary Hammann – 小提琴
- Keith Harris – 作詞、作曲
- Jimmy Harry – 作詞、作曲、附加製作人
- Joe Henry – 作詞、作曲
- Indiigo – 作詞、作曲、製作人
- Indursky – 法律事務
- Julien Jabre – 作詞、作曲、電子吉他、鼓、合成器
- Gloria Kaba – 工程助手
- Ian Kagey – 工程助手
- Rob Katz – 工程助手
- Abel Korzeniowski – 音樂指揮
- The Koz – 語音剪輯、聲碼器、鍵盤樂器、合成器、附加程式編輯、附加剪輯
- Stephen Kozmeniuk – 作詞、作曲
- Paul Kremen – 行銷
- Raphael Lee – 工程助手
- Brad Leigh – 工程助手
- Lola Leon – 和聲
- Diane Lesser – 英國管
- Vincent Lionti – 小提琴
- LMFAO – 混音、附加製作人
- Markus Lupfer – 服裝
- Michael Malih – 作詞、作曲、製作人
- Brett Mayer – 工程助手
- Laurie Mayer – 作詞、作曲
- Michael McHenry – 作詞、作曲
- Mert and Marcus – 攝影師
- Mika – 作詞、作曲
- Nelson Milburn – 工程助手
- Nicki Minaj – 作詞、作曲、聲部
- Miu Miu – 服裝
- Kiki de Montparnasse – 服裝
- Christophe Morin – 大提琴
- Sarah Nemtanu – 小提琴
- William Orbit – 作詞、作曲、製作人、樂器設置、管弦樂團指揮、配器法
- Guy Oseary – 事務管理
- P.C. – 法律事務
- Joseph Penachio – 法律事務
- Arianne Phillips – 形象師
- Jessica Phillips – 單簧管
- Prada – 服裝
- Stephane Reichart – 弦樂錄音
- Andros Rodrigues – 工程
- Liz Rosenberg – 公關
- Miwa Rosso – 大提琴
- Dov Scheindlin – 小提琴
- Stacey Shames – 豎琴
- Shire & Meiselas – 法律事務
- Fred Sladkey – 工程助手
- Martin Solveig – 作詞、作曲、製作人、合成器、鼓、樂器、附加合成、附加鼓樂
- Sebastien Surel – 小提琴
- Ayako Tanaka – 小提琴
- Ron Taylor – protools剪輯、附加聲部剪輯
- Natasha Tchitch – 中提琴
- Angie Teo – 錄音、混音助手、剪輯助手、工程、工程助手
- Alan Tilston – 助手、鼓、敲擊樂器、樂器設置
- Michael Tordjman – 作詞、作曲、合成器、吉他
- Michael Turco – 附加合成、音樂結尾
- Jenson Vaughan – 作詞、作曲
- Alexandre Vauthier – 服裝
- Sarah Veihan – 大提琴
- David Wakefield – 法國號
- Dan Warner – 吉他
- Philippe Weiss – 錄音
- Ellen Westermann – 大提琴
- Alain Whyte – 作詞、作曲、樂器設置
- Jade Williams – 作詞、作曲
- Peter Wolford – 工程助手
- Kenta Yonesaka – 工程
- YSL – 服裝
- Sara Zambreno – 事務管理
- Cathialine Zorzi – 承辦人（音樂家）助手

以上資料刊載於專輯小冊子中。

## 排名及認證
| 專輯榜 (2012)         | 最高 排名 |
| --------------------- | --------- |
| 阿根廷專輯榜          | 1         |
| 澳洲專輯榜            | 1         |
| 奧地利專輯榜          | 3         |
| 比利時法蘭德斯專輯榜  | 1         |
| 比利時瓦隆專輯榜      | 3         |
| 巴西專輯榜            | 1         |
| 加拿大專輯榜          | 1         |
| 克羅埃西亞專輯榜      | 1         |
| 捷克專輯榜            | 1         |
| 丹麥專輯榜            | 2         |
| 荷蘭專輯榜            | 1         |
| 芬蘭專輯榜            | 1         |
| 法國專輯榜            | 2         |
| 德國專輯榜            | 3         |
| 希臘專輯榜            | 1         |
| 匈牙利專輯榜          | 1         |
| 愛爾蘭專輯榜          | 1         |
| 意大利專輯榜          | 1         |
| 日本專輯榜            | 4         |
| 墨西哥專輯榜          | 1         |
| 新西蘭專輯榜          | 3         |
| 挪威專輯榜            | 2         |
| 波蘭專輯榜            | 1         |
| 葡萄牙專輯榜          | 2         |
| 俄羅斯專輯榜          | 1         |
| 蘇格蘭專輯榜          | 1         |
| 西班牙專輯榜          | 1         |
| 瑞典專輯榜            | 1         |
| 瑞士專輯榜            | 2         |
| 瑞士專輯榜 (Romandie) | 1         |
| 台灣專輯榜            | 6         |
| 英國專輯榜            | 1         |
| 美國Billboard 200     | 1         |
| 美國舞蹈/電子音樂專輯 | 1         |

| 年終專輯榜 (2012)         | 排名 |
| ------------------------- | ---- |
| 比利時專輯榜 (法蘭德斯)   | 40   |
| 比利時專輯榜 (瓦隆)       | 23   |
| 加拿大專輯榜              | 40   |
| 荷蘭專輯榜                | 38   |
| 芬蘭專輯榜                | 10   |
| 德國專輯榜                | 76   |
| 匈牙利專輯榜              | 12   |
| 意大利專輯榜              | 15   |
| 日本專輯榜                | 83   |
| 墨西哥專輯榜              | 48   |
| 俄羅斯專輯榜              | 1    |
| 西班牙專輯榜 (PROMUSICAE) | 23   |
| 瑞典專輯榜                | 39   |
| 瑞士專輯榜                | 32   |
| 美國 Billboard 200        | 44   |
| 美國舞曲/電子專輯         | 2    |

| 國家     | 銷售認證 |
| -------- | -------- |
| 澳洲     | 金       |
| 奧地利   | 金       |
| 巴西     | 2× 白金  |
| 哥倫比亞 | 2× 白金  |
| 丹麥     | 金       |
| 芬蘭     | 金       |
| 法國     | 白金     |
| 德國     | 金       |
| 希臘     | 2× 白金  |
| 匈牙利   | 白金     |
| 印度     | 金       |
| 意大利   | 白金     |
| 日本     | 金       |
| 墨西哥   | 白金     |
| 波蘭     | 白金     |
| 葡萄牙   | 金       |
| 俄羅斯   | 7× 白金  |
| 西班牙   | 金       |
| 瑞典     | 金       |
| 美國     | 金       |

### 單曲排名
| 標題                                                   | 年份 | 最高名次 | 最高名次  | 最高名次 | 最高名次 | 最高名次 | 最高名次 | 最高名次 | 最高名次 | 最高名次 | 最高名次 | 銷售認證                  |
| 標題                                                   | 年份 | 美國     | 美國 舞曲 | 澳洲     | 奧地利   | 加拿大   | 法國     | 德國     | 意大利   | 新西蘭   | 英國     | 銷售認證                  |
| ------------------------------------------------------ | ---- | -------- | --------- | -------- | -------- | -------- | -------- | -------- | -------- | -------- | -------- | ------------------------- |
| "Give Me All Your Luvin'" (feat. Nicki Minaj & M.I.A.) | 2012 | 10       | 1         | 25       | 11       | 1        | 3        | 8        | 2        | 6        | 37       | - 美國: 金 - 意大利: 白金 |
| "Girl Gone Wild"[A]                                    | 2012 | —        | 1         | —        | 62       | 42       | 13       | —        | 4        | 29       | 73       | - 意大利: 白金            |
| "Turn Up the Radio"                                    | 2012 | —        | 1         | —        | —        | —        | —        | —        | —        | —        | 175      |                           |
| "—" 指該單曲落榜，或者並沒有在該地區發行。             |      |          |           |          |          |          |          |          |          |          |          |                           |

備註
- A ^  "Girl Gone Wild"因排名106而未能登上美國單曲榜。[171]

## 發行記錄
| 地區     | 發行日期      | 格式         | 版本           |
| -------- | ------------- | ------------ | -------------- |
| 澳洲     | 2012年3月23日 | CD, 電子下載 | 標準版、豪華版 |
| 德國     | 2012年3月23日 | CD, 電子下載 | 標準版、豪華版 |
| 加拿大   | 2012年3月26日 | CD, 電子下載 | 標準版、豪華版 |
| 哥倫比亞 | 2012年3月26日 | CD, 電子下載 | 標準版、豪華版 |
| 日本     | 2012年3月26日 | CD, 電子下載 | 豪華版         |
| 英國     | 2012年3月26日 | CD, 電子下載 | 標準版、豪華版 |
| 美國     | 2012年3月26日 | CD, 電子下載 | 標準版、豪華版 |
| 泰國     | 2012年3月26日 | CD, 電子下載 | 標準版、豪華版 |
| 菲律賓   | 2012年3月26日 | CD, 電子下載 | 標準版、豪華版 |
| 美國     | 2012年4月10日 | LP           | 豪華版         |

## 外部連結
- Madonna.com > Discography(音樂作品) > MDNA
- MDNA（页面存档备份，存于） 於Metacritic